# Болдон, Ато
Ато Джабари Болдон (англ. Ato Jabari Boldon; род. 30 декабря 1973 года) — спринтер из Тринидада и Тобаго, четырёхкратный призёр Олимпийских игр на дистанциях 100 и 200 метров. Чемпион мира 1997 года в беге на 200 метров.
Родился в городе Порт-оф-Спейн. В 1988 году переехал в США, где и начал тренироваться. Тем не менее он выступал за Тринидад и Тобаго. Первых крупных успехов добился в 1992 году, когда он стал двукратным чемпионом мира среди юниоров в беге на 100 и 200 метров. В этом же году он дебютировал на Олимпийских играх в Барселоне. Он выступал на дистанциях 100 метров и 200 метров. На обеих дисциплинах он выбыл из борьбы на стадии предварительных забегов. На играх Содружества 1994 года финишировал 4-м в беге на 100 метров. В 1995 году он стал бронзовым призёром чемпионата мира в беге на 100 метров. 21 апреля 1996 года пробежал 100 метров за 9,93 секунд, став 19-м по счёту человеком, которому удалось преодолеть 10-секундный барьер. На Олимпиаде в Атланте он выиграл две бронзовые медали на спринтерских дисциплинах. На дистанции 100 метров он показал время 9,90 с, проиграв победителю Доновану Бейли 0,06 с и всего лишь одну сотую долю секунды уступил серебряному призёр Фрэнку Фредериксу. В финальном забеге на 200 метров занял почётное 3-е место. Он достаточно много проиграл победителю забега Майклу Джонсону, который установил мировой рекорд, а также вновь уступил намибийскому спринтеру Фрэнку Фредериксу. На Олимпийских играх 1996 года он стал единственным призёром своей страны.
Первым крупным успехом после Олимпиады 1996 года стала победа на мировом первенстве в Афинах в беге на 200 метров. На этом чемпионате он взял реванш у Фрэнки Фредерикса, которого он довольно уверенно опередил на 0,2 секунды. На играх Содружества 1998 года он вновь обыграл Фрэнки Фредерикса, при этом он установил рекорд соревнований, который остаётся непревзойдённым до сих пор. В 1999 году он установил личный рекорд в беге на 100 метров, показав время 9,86 с. Этот результат был национальным рекордом до 2011 года. Третьи для Ато Болдона Олимпийские игры в Сиднее прошли очень успешно. Он выиграл серебро на 100 метров, уступив американскому спринтеру Морису Грину 0,13 секунд и бронзу на 200 метров, показав в финальном забеге время 20,20 с. Также как и 4 года назад он стал единственным призёром своей страны. В 2001 году он стал серебряным призёром чемпионата мира в эстафете 4×100 метров и бронзовым призёром на 100 метров. Последним крупным успехом на международной арене стало 2-е место на Панамериканских играх 2003 года в эстафете 4×100 метров. Выступал на Олимпийских играх в Афинах в беге на 100 метров, но не смог пройти дальше предварительных забегов.